# Ha (kana)
は in hiragana o ハ in katakana, è un kana giapponese e rappresenta una mora. La sua pronuncia è [ha] quando si trova all'interno delle parole e [ɰa] (come il kana わ) se ha funzione di particella.
La sua funzione è quella di indicare l'argomento della frase.
Originariamente, nel periodo Nara, は era pronunciata ɸa (dal proto-Giapponese pa), finché nel periodo Heian, cominciò un cambiamento nella pronuncia della serie H (は,へ,ほ,ひ) che lo fece pronunciare come la serie W (わゑをひ) per cui は divenne pronunciato come わ.
Tale cambiamento si può osservare nell'utilizzo di は come particella viene pronunciata わ.
Tuttavia, a differenza di ゑ,を e ゐ (obsoleti), wa è rimasto inalterato nella pronuncia.
Nella riforma del 1946, は doveva essere rimpiazzata da わ anche come particella per rispecchiare il cambiamento nella pronuncia, fatto con i kana ゐ e ゑ. però tale cambiamento non venne inserito nella riforma, che doveva anche rimpiazzare を con お.
| Forme                       | Rōmaji      | Hiragana        | Katakana        |
| --------------------------- | ----------- | --------------- | --------------- |
| Normale h- (は行 ha-gyō)    | ha          | は              | ハ              |
| Normale h- (は行 ha-gyō)    | haa hā, hah | はあ, はぁ はー | ハア, ハァ ハー |
| dakuten b- (ば行 ba-gyō)    | ba          | ば              | バ              |
| dakuten b- (ば行 ba-gyō)    | baa bā, bah | ばあ, ばぁ ばー | バア, バァ バー |
| handakuten p- (ぱ行 pa-gyō) | pa          | ぱ              | パ              |
| handakuten p- (ぱ行 pa-gyō) | paa pā, pah | ぱあ, ぱぁ ぱー | パア, パァ パー |

## Scrittura

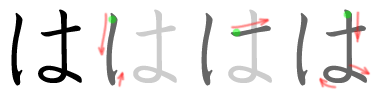
Stile di scrittura di は

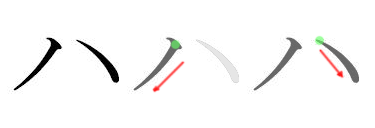
Stile di scrittura di ハ